# Jorge Solari (futbolista)
Jorge Raúl Solari (Buenos Aires, 11 de noviembre de 1941), apodado El Indio, es un exfutbolista y exentrenador argentino que jugó como mediocampista.

## Trayectoria

### Carrera como jugador
El Indio Solari fue un mediocampista. Empezó su carrera en 1960 jugando para Newells, pasó en 1962 a Vélez Sársfield, y en 1964 a River Plate, club en el que alcanza su mejor nivel futbolístico. En 1970 jugó para Estudiantes, club con el que ganó la Copa Libertadores. Cerró su carrera jugando en el Torreón, los Diablos Blancos de la liga mexicana, en 1971-1972. Representó al seleccionado Argentino de fútbol en la Copa Mundial de la FIFA 1966.

### Carrera como director técnico
Empezó su carrera como director técnico en 1972, dirigiendo en las inferiores de Rosario Central. Luego pasó por los Tecos UAG y después a un grande de Colombia, el Junior de Barranquilla. En 1977 fue director técnico de Millonarios de Bogotá donde solamente ocupó el cargo durante 35 días, siendo reemplazado por su compatriota Rubén Solé.
En 1978, regresó a Argentina para dirigir al Club Renato Cesarini con colaboración de Alberto Speranzini, club que había fundado. En 1980 dirigió brevemente a Vélez Sársfield, para volver a Renato Cesarini en1981-1983. Desde 1983 a 1987 estuvo como DT en Newell's Old Boys. Entre 1987 y 1989 fue director técnico de Independiente, donde se consagró campeón del campeonato local en 1989. En 1990 se mudó a España para dirigir al CD Tenerife. Su mejor movimiento en el Tenerife fue la contratación de Gerardo Martino y a quien posteriormente fue su yerno, Fernando Redondo. 
Posteriormente volvió a dirigir a Newell's Old Boys, y a Renato Cesarini. Su paso por el mundo incluye al Huachipato de Chile, Barcelona SC de Ecuador, América de México y Yokohama Marinos de Japón. En Argentina también estuvo a cargo de los planteles del Almagro, Tiro Federal de Argentina, Atlético Tucumán y Aldosivi.
En 1994 fue el director técnico de la selección de Arabia Saudita en la Copa Mundial de la FIFA 1994 donde llegó hasta octavos de final.
En 1997, regresó a México para dirigir al Club América, al que hizo superlider del torneo de Verano de aquel año, pero fue eliminado por el Morelia en Cuartos, cuando el equipo tenía pinta para ser campeón. Continuo con el equipo en el torneo de Invierno, pero en la jornada 16, decidió renunciar, y su lugar lo ocupó el Negro Gonzalo Farfán.
En la temporada 2007/2008 se consagró Campeón del Torneo Argentino «A» dirigiendo a Atlético Tucumán consiguiendo el ascenso al Torneo Nacional «B». Hecho por el cual, los simpatizantes de la institución tucumana le guardan un enorme aprecio ya que fue el encargado de permitirle al "Decano" regresar a la segunda división luego de 6 años.
Su frase "Atlético es un gigante dormido" se vio reflejada años después, cuando el equipo llegó a Primera División y se afianzó en la elite del fútbol argentino consiguiendo clasificaciones a copas internacionales, obteniendo resultados históricos para el club. 
En 2016 a los 74 años, se hizo cargo de la dirección técnica de Coronel Aguirre para afrontar el Torneo Federal B.
El 15 de enero de 1975 fundó junto a otros exjugadores de la Selección Argentina (Ermindo y Daniel Onega, Luis Artime, Eduardo Solari, entre otros) el Club Renato Cesarini, destinado a la formación y enseñanza del fútbol.

## Vida privada
Es hermano del exjugador Eduardo Solari, tío de los exjugadores Santiago Solari, Esteban Solari y el activo David Solari, y de la modelo Liz Solari. También es abuelo de Augusto Solari y Federico Redondo, actuales jugadores.

## Clubes

### Como jugador
| Club              | País      | Año       |
| ----------------- | --------- | --------- |
| Newell's Old Boys | Argentina | 1960-1961 |
| Vélez Sarsfield   | Argentina | 1962-1963 |
| River Plate       | Argentina | 1964-1969 |
| Estudiantes (LP)  | Argentina | 1970      |
| CF Torreón        | México    | 1971-1972 |

### Como entrenador
| Club                                    | País           | Año       |
| --------------------------------------- | -------------- | --------- |
| Rosario Central (divisiones inferiores) | Argentina      | 1972-1973 |
| Tecos UAG                               | México         | 1974-1976 |
| Millonarios                             | Colombia       | 1977      |
| Newell's Old Boys                       | Argentina      | 1977-1978 |
| Renato Cesarini                         | Argentina      | 1978-1979 |
| Vélez Sarsfield                         | Argentina      | 1980      |
| Renato Cesarini                         | Argentina      | 1981-1982 |
| Junior de Barranquilla                  | Colombia       | 1983      |
| Newell's Old Boys                       | Argentina      | 1984-1987 |
| Independiente                           | Argentina      | 1988-1990 |
| CD Tenerife                             | España         | 1990-1992 |
| Renato Cesarini                         | Argentina      | 1992      |
| Newell's Old Boys                       | Argentina      | 1993      |
| Selección de Arabia Saudita             | Arabia Saudita | 1994      |
| Yokohama Marinos                        | Japón          | 1995      |
| América                                 | México         | 1997      |
| Aldosivi                                | Argentina      | 1998      |
| Renato Cesarini                         | Argentina      | 1999      |
| Huachipato                              | Chile          | 2000      |
| Argentinos Juniors                      | Argentina      | 2002      |
| Barcelona SC                            | Ecuador        | 2003      |
| Almagro                                 | Argentina      | 2003-2004 |
| Tiro Federal                            | Argentina      | 2004      |
| Barcelona SC                            | Ecuador        | 2004-2005 |
| Almagro                                 | Argentina      | 2005      |
| Tiro Federal                            | Argentina      | 2005-2006 |
| Atlético Tucumán                        | Argentina      | 2006-2011 |
| Coronel Aguirre                         | Argentina      | 2016      |

## Palmarés

### Como jugador
| Título            | Club                    | Sede       | Año  |
| ----------------- | ----------------------- | ---------- | ---- |
| Copa Libertadores | Estudiantes de La Plata | Montevideo | 1970 |

### Como entrenador
| Título           | Club             | País      | Año     |
| ---------------- | ---------------- | --------- | ------- |
| Primera División | Independiente    | Argentina | 1988-89 |
| Argentino A      | Atlético Tucumán | Argentina | 2007-08 |